# NASCAR Unleashed
NASCAR Unleashed es un videojuego de carreras desarrollado por Firebrand Games y publicado por Activision. Fue lanzado el 1 de noviembre de 2011 para PlayStation 3, Xbox 360, Wii y Nintendo 3DS.

## Jugabilidad
NASCAR: Unleashed es un juego de carreras basado en el evento deportivo estadounidense de stock cars. Más que una simulación real, ofrece un control, una conducción y una física realistas para unas carreras arcade mucho más frenéticas y alucinantes, con muchas de las características típicas de las carreras arcade, como el boosting y el drifting, entre otras. Incorpora varias características tanto de juegos de simulación (como NASCAR 09) como de juegos de carreras arcade (como Burnout). El juego incluye circuitos auténticos de NASCAR, pero la mayoría se desvía de la pista hacia la zona urbana circundante, de ahí el aspecto "Unleashed". Los boxes se mantienen y son importantes para reparar los vehículos y obtener potenciadores de Slingshot. El juego incluye una lista de 15 pilotos "All-Stars" de NASCAR y sus coches, aunque todos se controlan de forma idéntica. También se puede rebufar (reducir la resistencia del aire y aumentar la velocidad conduciendo detrás de otros coches). Además de derrapar y acelerar, el juego presenta una física arcade alocada que a menudo hace que los coches vuelen por los aires y las colisiones son frecuentes. Los coches pueden destrozarse y los jugadores crearán rivales con frecuencia, que se convierten en oponentes mucho más agresivos. Si el jugador resulta destrozado, podrá realizar un destrozo de venganza contra el rival.
El medidor de potencia se llena mediante una conducción extremadamente agresiva, golpeando y destrozando otros coches, derrapando y rebufando. Llenar el medidor de potencia permite al jugador usar un impulso de tirachinas para esquivar rápidamente a los oponentes, y el límite de tiempo para un impulso suele depender de la habilidad del jugador para mantener el coche alrededor de obstáculos, muros y otros coches.
Los desafíos se presentan con frecuencia durante cada carrera. Completar desafíos aumenta el medidor de potencia y, en ocasiones, forman parte de los desafíos secundarios de la carrera. Un desafío en carrera puede ser tan simple como alcanzar una posición determinada o destruir obstáculos en las pistas, o puede requerir un poco más de atención, como crear rivales o realizar derrapes con éxito.
Los modos de juego incluidos son: 
- Campeonato: el modo carrera estándar con tres niveles de dificultad, donde el jugador progresa a través de varias carreras con el objetivo de terminar en una posición específica, como quedar entre los 12 o los 5 primeros. Cada pista presenta dos desafíos secundarios, como crear un número determinado de rivales o realizar un número determinado de derrapes. Puede jugarse para uno o dos jugadores.

- Carrera rápida: carreras sencillas que se pueden realizar en cualquier pista o en modos de carrera pequeños, creados por el jugador. Solo se pueden usar las pistas desbloqueadas en el modo Campeonato, y este modo puede jugarse para uno o dos jugadores.

- Contrarreloj: el modo contrarreloj básico de un juego de carreras típico. El jugador solo corre contra el reloj, pero hay varios puntos de control disponibles donde se pueden obtener potenciadores (tirachinas).

## Características
NASCAR Unleashed es un juego de carreras arcade que permite a los jugadores controlar a 15 pilotos diferentes en la serie de carreras NASCAR Sprint Cup y competir en seis circuitos, incluyendo Chicagoland Speedway, Daytona International Speedway, Homestead-Miami Speedway, Martinsville Speedway, Talladega Superspeedway y un circuito ficticio llamado Unleashed Speedway. Cada circuito cuenta con múltiples trazados, lo que da lugar a 12 trazados de pista diferentes.
Al igual que los dos juegos de NASCAR para Wii anteriores, Kart Racing y The Game: 2011, la versión para Wii de Unleashed aprovecha la versatilidad del Wii Remote y los controles de movimiento para ofrecer múltiples esquemas de control, pero a diferencia de estos, no es compatible con el mando de GameCube.

## Pilotos
El juego incluye 15 pilotos reales de NASCAR, seguidos de 3 pilotos ficticios. Cada piloto tiene un esquema de pintura disponible al iniciar el juego, y cuanto más se avanza en los campeonatos, más esquemas de pintura adicionales se desbloquean. Hay 20 coches en cada carrera en las versiones de PS3 y Xbox 360, mientras que las versiones de Wii y 3DS solo tenían 12 coches.

## Recepción
El juego ha recibido críticas mixtas. Operation Sports le dio una puntuación de 4,5/10, elogiando el giro en las pistas, pero criticando la repetitividad y la falta de multijugador en línea. PlayStation: The Official Magazine le dio al juego una puntuación de 60/100: "Puede que no sea un juego para puristas de las carreras, pero si buscas introducir las carreras de stock car a un niño, no busques más". Game Informer le dio al juego una calificación de 7/10, diciendo que "NASCAR Unleashed puede ser simplemente otro juego de carreras de karts, pero tampoco es un concepto tan ajeno al deporte como podría pensarse. Su rebufo, rivalidades y contacto entre autos son, sin duda, aspectos clave del deporte representado aquí, pero no lo suficiente".